# Яхья, Тахир
Тахир Яхья ат-Тикрити (1913 — 1986) — иракский военный и государственный деятель, премьер-министр Ирака (1963—1965, 1967—1968).

## Биография
Окончил багдадский военно-штабной колледж.
В 1955 г. — командующий 20-й бригады, после революции 1958 г. — генеральный директор управления безопасности и полиции. После попытки государственного переворота против Абдель Керим Касем попал в немилость. От имени заговорщиков он связался с Демократической партией Курдистана, чтобы обеспечить её нейтралитет при попытке свержения Касема.
В 1963 г., после захвата власти партией БААС и убийства Касема — начальник штаба армии, генерал-лейтенант, безуспешно пытался положить конец курдскому восстанию. В том же году во время революция Рамадана был исключен из партии, президент Ареф неожиданно назначает его вице-премьером и министром обороны, а вскоре — премьер-министром, министром обороны Ирака. Он издал распоряжение о роспуске партии БААС и вступил в созданный по аналогии с Египтом под руководством президента Насера Арабский социалистический союз. Он также инициировал возвращение к парламентской демократии, отмену военного положения и роспуска Совета революционного командования. Были амнистированы курдские лидеры и активные баасисты (в том числе, Саддам Хусейн). Однако в 1965 г. война в Курдистане разгорелась с новой силой и иракские войска не смогли подавить повстанцев. В сфере экономики кабинет Яхьи принимает решения о национализации нескольких страховых компаний, банков и крупных сталелитейных предприятий. Активно ведется объединительная политика с Египтом, в качестве государственных символов Ираком приняты гимн и герб этой страны. Однако через два месяца после того как премьер вступил в конфликт со сторонниками Насера в правительстве в сентябре 1965 г. он был отправлен в отставку.
В 1967 г. после ряда внутриполитических неудач и поражения арабов в Шестидневной войне Яхья вновь назначен премьер-министром Ирака, так называемого «правительство военного спасения». В этот период Ирак разорвал дипломатические отношения с США и Великобританией. С помощью Советского Союза был провозглашен курс на проведение независимой нефтяной политики и более независимой нефтяной политики в ущерб интересам крупного частного бизнеса (Iraqi Petroleum Company). В ответ правящий кабинет был обвинен частью военного истеблишмента в коррупции, за премьером закрепилось прозвище «багдадского вора». В апреле тринадцать отставных офицеров, среди которых двое были бывшими премьер-министрами и пять баасистами, представили Арефу меморандум, требуя отставки премьер-министра Тахира Яхья, учреждения законодательного собрания и формирования нового правительства. Однако президент Абдель Ареф проигнорировал данный демарш. В июле 1968 г. в стране произошел бескровный переворот, власть захватила партия БААС. Сведения о дальнейшей судьбе политика противоречивы. По одной версии он скрылся за границей, однако, многие считают, что он умер в иракской тюрьме.